# Caspar Isenmann
Caspar Isenmann, též Kaspar Insenmann (* asi 1410, pravděpodobně Colmar – 1484–1490, Colmar) byl významný hornorýnský gotický malíř, učitel Martina Schongauera. Působil jako městský malíř v Colmaru, kde vytvořil oltář pro tamní kostel sv. Martina.

## Život
Datum narození Caspara Isenmana se uvádí obvykle kolem roku 1410. Mohl se vyučit u Hanse Hirtze ve Štrasburku nebo Konrada Witze v Basileji. Jeho dílo svědčí o tom, že byl obeznámen s malbami Rogiera van der Weyden. O jeho životě jsou pouze zmínky v archivech města Colmar a kostele svatého Martina: k roku 1433 doklad o platbě za malbu pro město Colmar od "Caspara, malíře", v roce pak 1436 záznam o přijetí mezi měšťany Colmaru a o třicet let později zápis o platbách za oltář objednaný pro kostel sv. Martina roku 1462 a dodaný mezi lety 1462–1465, včetně zlacení a řezeb. Roku 1461 byl hlavním organizátorem Mystérií při Slavnosti Těla a Krve Páně.
Datum úmrtí se podle různých zdrojů liší – Francouzská národní knihovna uvádí 18. ledna 1472, Museum Unterlinden v Colmaru 1484–1490. Zachoval se jeho dům Colmaru na rue des Marchands 34 z roku 1435, kde je instalována deska s nápisem: "Zum grienen hus, 1435. Ancienne demeure du maître-peintre Caspar Isenmann" (U Zeleného domu, 1435. Bydliště malířského mistra Caspara Isenmanna).
Vyučil se u něj Ludwig Schongauer a patrně i jeho slavnější bratr Martin Schongauer.

## Dílo
Vedle Hanse Hirtze, Josta Hallera a Mistra Stauffenberského oltáře patří Insenmann k nejdůležitějším alsaským gotickým malířům. Jeho styl malby je řazen k mezinárodní gotice, ovlivněné nizozemskou ranou renesancí. Inovace malířského stylu je patrná zejména ve znázornění detailů. V hlavním dochovaném díle, oltářních deskách pro kostel sv. Martina v Colmaru, Isenmann stále používá archaické zlacené pozadí, ale znázorňuje i krajinu a užívá perspektivní zkratku, např. v obrazu Zmrtvýchvstání Krista. Isenmann směřoval k expresionismu, který později rozvinul Grünewald.
Jeho oltář pro kostel sv. Martina v Colmaru se roku 1720 rozpadl a částečně zničil. Dochovalo se z něj sedm desek, které nyní vlastní Museum Unterlinden v Colmaru. Na zadní straně křídel byli vyobrazeni světci (sv. Kateřina, sv. Martin, sv. Barbora, sv. Vavřinec).

### Známá díla
- 1463 Oltář pro kostel sv. Martina v Colmaru, Museum Unterlinden v Colmaru

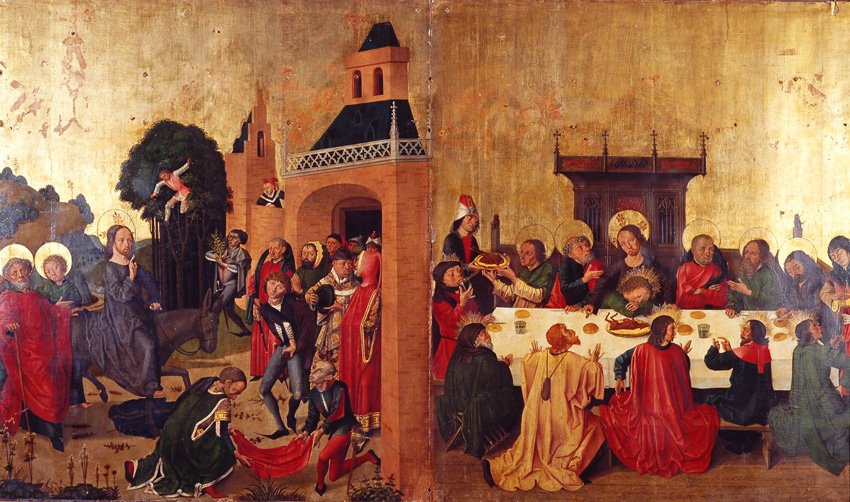
Trimfální příchod Krista do Jeruzaléma, Poslední večeře (detail z Colmarského oltáře)
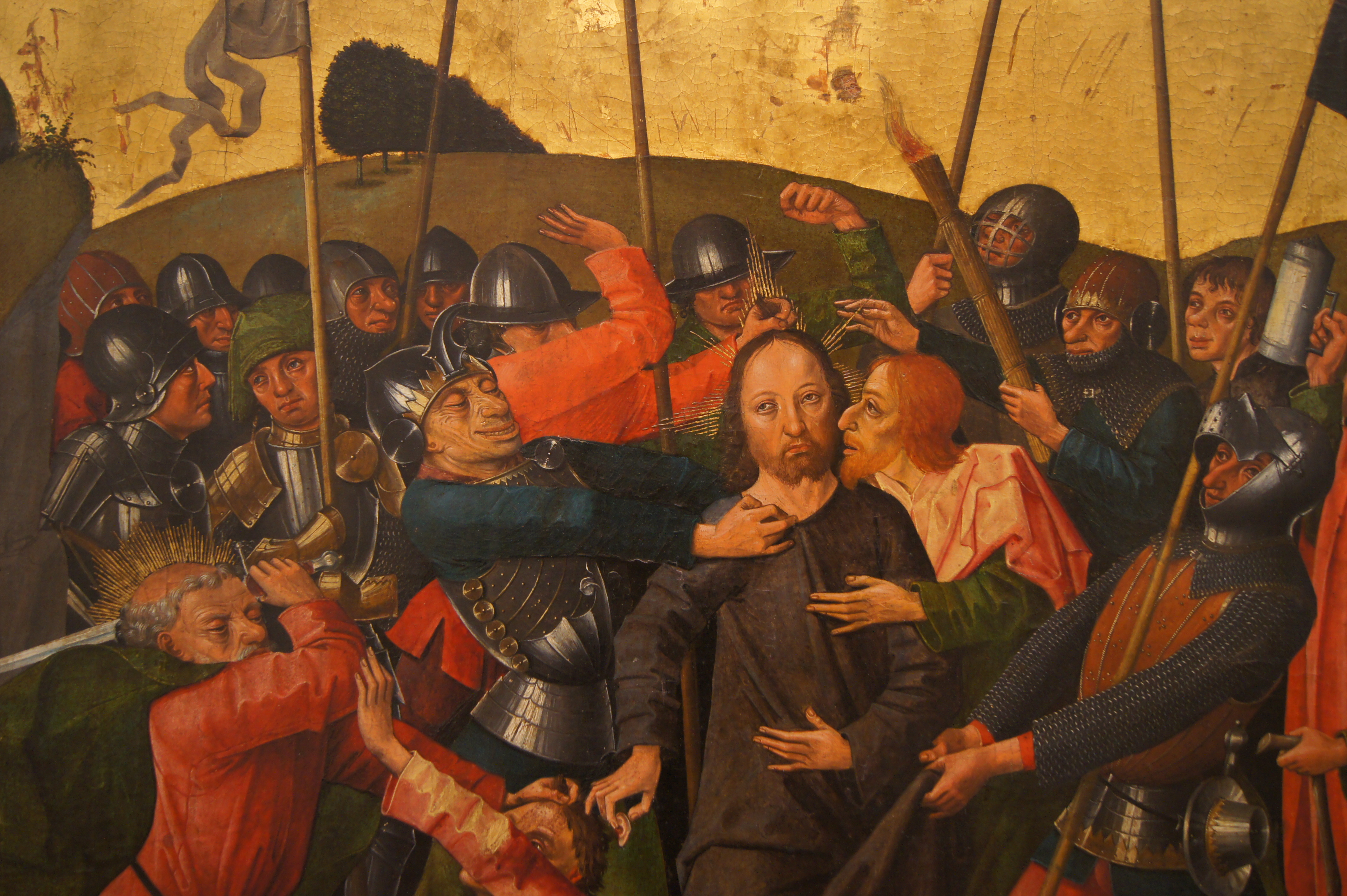
Uvěznění Ježíše (detail z Colmarského oltáře)
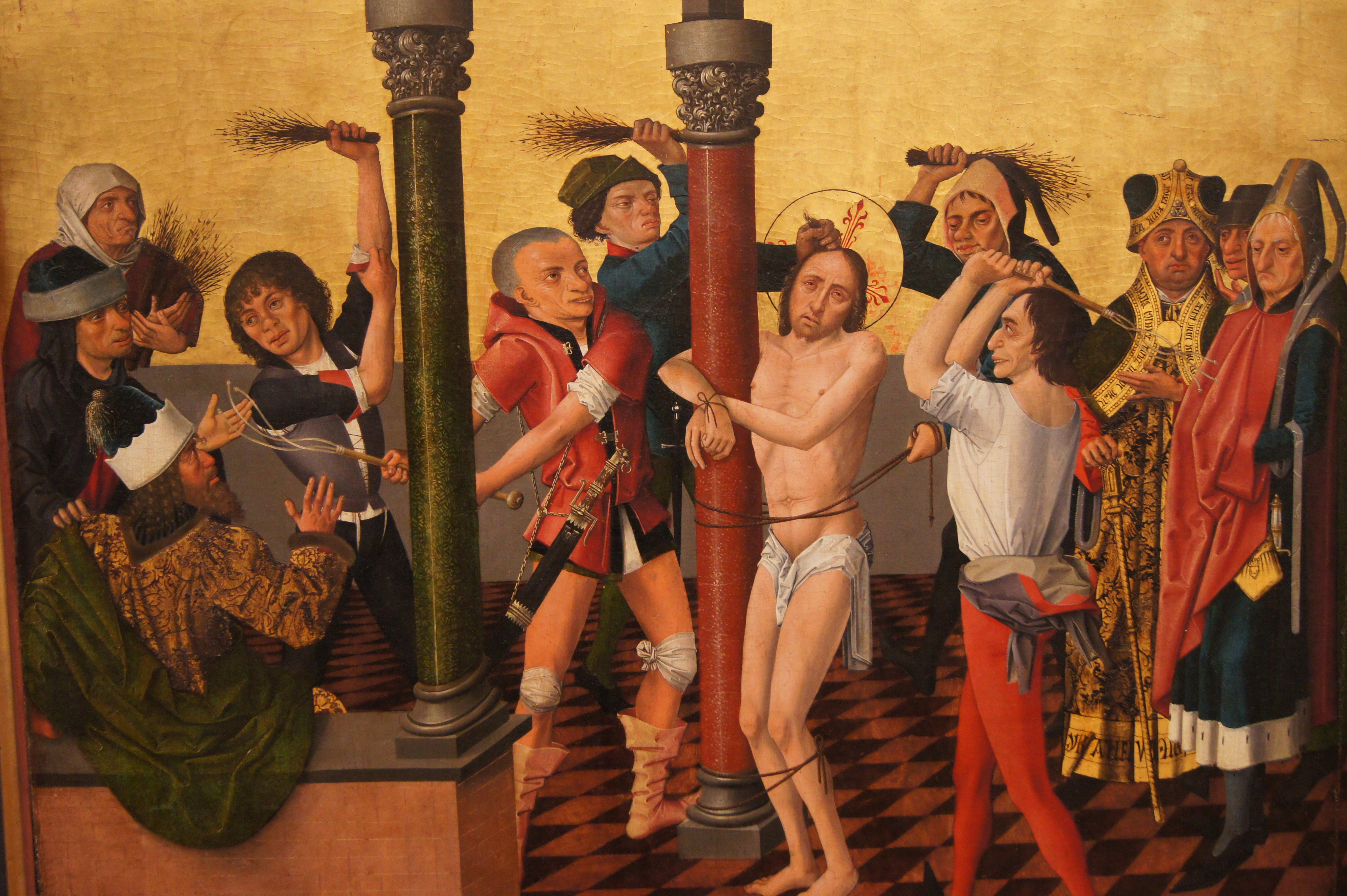
Bičování Krista (detail z Colmarského oltáře)
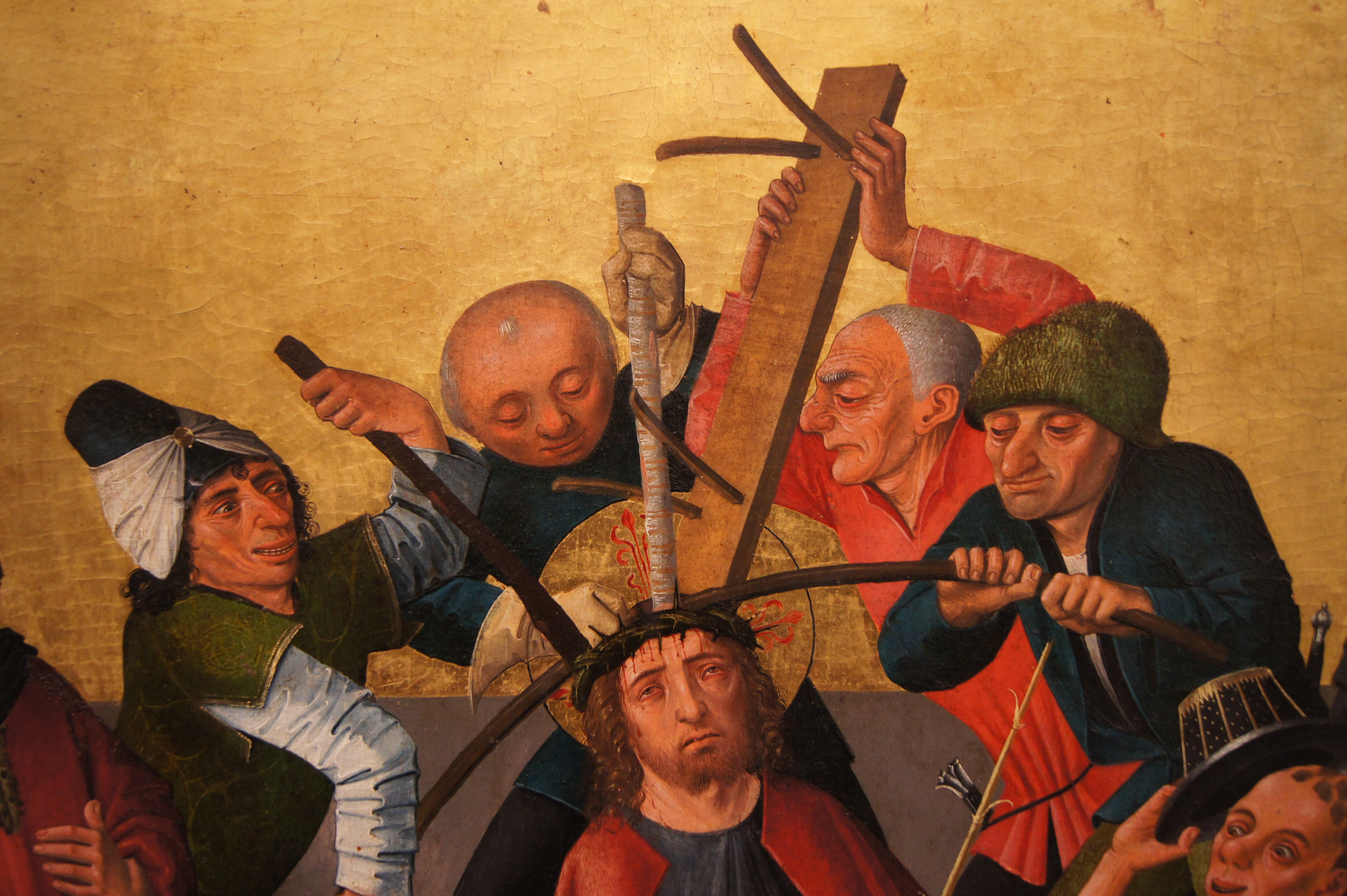
Trnová koruna (detail z Colmarského oltáře)
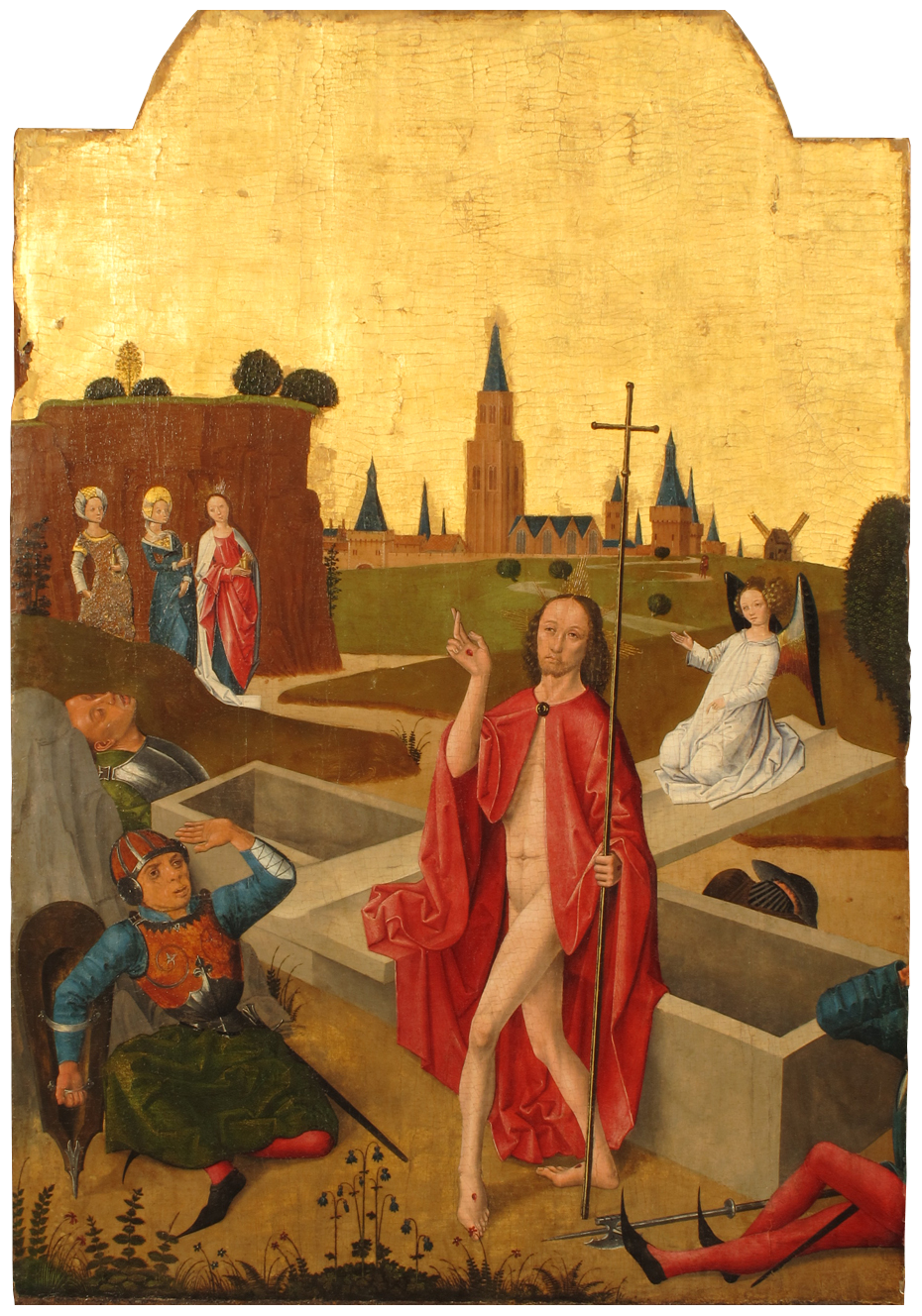
Zmrtvýchvstání Ježíše (detail z Colmarského oltáře), pravá část desky chybí